# Czy łatwo być młodym?
Czy łatwo być młodym? (łot. Vai viegli būt jaunam?) – łotewski film dokumentalny z 1987 roku w reżyserii Jurisa Podnijeksa. Premiera odbyła się w 1987 roku podczas Krakowskiego Festiwalu Filmowego. Produkcja zawiera dialogi w języku łotewskim i rosyjskim i uznawana jest za jeden z najbardziej kontrowersyjnych filmów ery radzieckiej.
W 2007 roku Studio Jurisa Podnijeksa wydało wznowioną wersję filmu, która została wzbogacona o wywiady przeprowadzone ze znajomymi reżysera.
Po odzyskaniu niepodległości przez Łotwę, film doczekał się dwóch kontynuacji: Is It Easy to Be...? (łot. Vai viegli but...?) z 1998 oraz Is it Easy? z 2010 roku.

## Fabuła
Film opowiada o młodych ludziach, którzy cierpią z powodu dorastania w społeczeństwie radzieckim poprzez konflikty z rodzicami i innymi ludźmi oraz protekcjonalne traktowanie ich przez nauczycieli w szkole. W filmie przedstawiono również licealistów szukających celu swojego życia, a także: młodą matkę obawiającą się o przyszłość swojej córki po katastrofy elektrowni jądrowej w Czarnobylu, młodego mężczyznę wyznającego Międzynarodowe Towarzystwo Świadomości Kryszny oraz młodych ludzi powracających z obowiązkowej służby wojskowej w trakcie radzieckiej interwencji w Afganistanie. Film rozpoczyna się fragmentem koncertu łotewskiego zespołu rockowego Pērkons, których występy zostały zakazane na terenie kraju.

## Oddźwięk w mediach
Film miał ogromny oddźwięk w Związku Socjalistycznych Republik Radzieckich. W ciągu pierwszego roku po premierze, film obejrzało ok. 28 milionów widzów. Łotewska produkcja została zaprezentowana w 85 krajach na świecie.
W 1986 roku film uzyskał Łotewską Nagrodę Filmową za wygraną w kategorii Najlepszy film dokumentalny. W 1987 miał swoją światową premierę podczas 27. Krakowskiego Festiwalu Filmowego, gdzie został wyróżniony Nagrodą Międzynarodowej Federacji Krytyków Filmowych (FIPRESCI). W tym samym roku film został też zaprezentowany podczas 40. Międzynarodowego Festiwalu Filmowego w Cannes, a także wygrał nagrodę Międzynarodowego Stowarzyszenia Dokumentalnego.